# Buchanan Castle

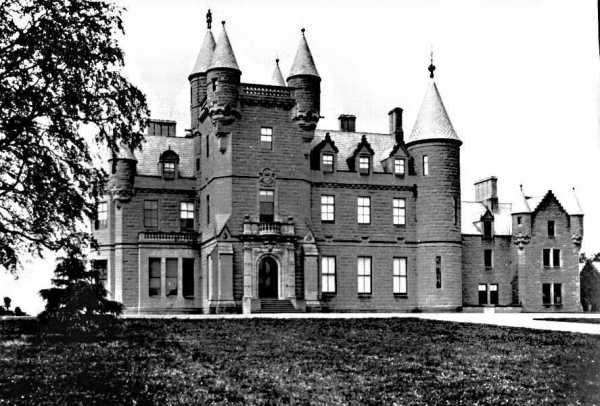
Buchanan Castle in den 1890er-Jahren

Buchanan Castle ist die Ruine eines Landhauses westlich des Dorfes Drymen in der schottischen Grafschaft Stirlingshire, die heute zur Council Area Stirling gehört. Das Haus wurde im Auftrag von James Graham, 4. Duke of Montrose, in den Jahren 1852–1858 als Familiensitz erbaut und war bis 1925 in Gebrauch. Es war als Ersatz für Buchanan Auld House gedacht, das etwa 800 Meter nordwestlich stand, aber 1852 einem Brand zum Opfer fiel. Das alte Haus und das umgebende Gelände gehörten dem Clan Buchanan, fielen aber Ende des 17. Jahrhunderts an den Clan Graham. Das Dach von Buchanan Castle wurde 1954 entfernt und seitdem verfällt es, gilt aber weiterhin als Sitz des Clans Graham.

## Geschichte
Das Gelände, auf dem die beiden Ruinen heute stehen, war spätestens seit 1231 in Besitz des Clans Buchanan, aber deren direkte Hauptlinie endete 1682. Vetter der Familie Buchanan, die Du Bruls, blieben übrig. Die Clanchefs der Buchanans hatten hohe Schulden angehäuft und so musste der 22. Clanchef, John Buchanan, nach und nach die Ländereien des Clans verkaufen, um die Gläubiger zu befriedigen. Das Anwesen kaufte James Graham, 3. Marquess of Montrose (1657–1684), dessen Sohn 1707 zum Duke of Montrose erhoben wurde. Die Familie Montrose bewohnte das existierende Buchanan Auld House und dies ersetzte später Mugdock Castle als Sitz des Clans Graham, weil man dachte, dass dieses Haus eher dem Stand eines Marquess entsprach. Das ursprüngliche Haus wurde um 1724 grundlegend umgebaut.

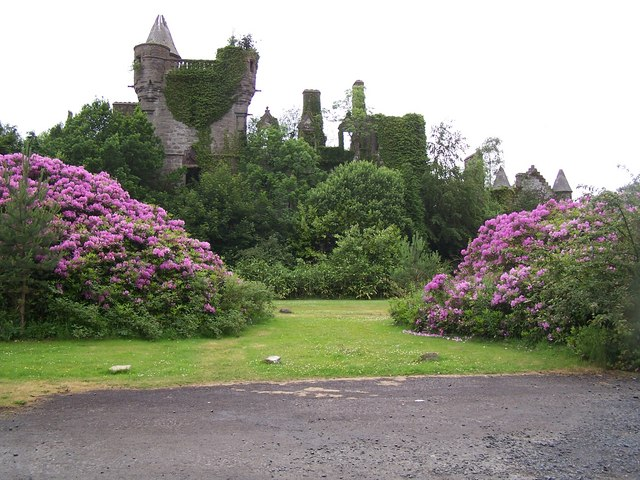
Buchanan Castle 2006

1852 wurde Buchanan Auld House durch einen Brand zerstört und der Duke beauftragte den Architekten William Burn mit dem Entwurf von Buchanan Castle als Ersatz. Burn entwarf ein extravagantes Landhaus im Scottish Baronial Style, wobei er einen Wohnturm mit L-förmigem Grundriss in ein Gewirr von Tourellen, Scharwachttürmen und Staffelgiebeln einschloss. Das neue Haus wurde 1852–1858 etwa 800 Meter südöstlich des alten Hauses errichtet. Die Dukes blieben bis 1925 in Buchanan Castle und verkauften es dann. In den 1930er-Jahren wurde es in ein Hotel umgewandelt und ein Golfplatz wurde auf dem Anwesen angelegt. Pläne für Wohnbebauung auf dem Grundstück wurden vom Zweiten Weltkrieg durchkreuzt. In dieser Zeit wurde das Landhaus requiriert. Im Krieg diente es als Krankenhaus. Einer der Patienten war Rudolf Heß, der 1941 nach seinem Flug nach Schottland hierher gebracht wurde. Nach dem Krieg diente das Gebäude kurze Zeit als Army School of Education. Das Dach wurde 1954 entfernt und die Nebengebäude abgerissen. Eine Reihe von Wohnhäusern entstand später in den Gärten und Parks von Buchanan Castle.
In den Jahren 2002 und 2004 gab es Vorschläge, das Haus als Wohnungen wieder aufzubauen, aber beide Vorschläge wurden nicht genehmigt. Historic Scotland hat das Gebäude als historisches Bauwerk der Kategorie B gelistet und es ist im schottischen Buildings-at-Risk-Register aufgeführt. Das Anwesen wurde in das Inventory of Gardens and Designed Landscapes in Scotland aufgenommen, wurde aber 2016 wieder daraus entfernt. Die Mauern des Hauses sind in ihrer vollen Höhe erhalten und gelten als in gutem Zustand. Die Ruinen werden mehr und mehr von Bäumen und anderen Pflanzen überwuchert. Sie sind von einem Zaun umgeben.